# 周大风
周大风（1923年—2015年10月11日），原名周之辉，笔名千里、万木春等，男，浙江镇海人，中国戏曲音乐、音乐教育家家，曾任中国音乐家协会常务理事。